# Stevie Nicks
Stephanie Lynn "Stevie" Nicks (Phoenix, 26 de maio de 1948) é uma cantora e compositora norte-americana que, em sua carreira como cantora da banda de rock Fleetwood Mac e como cantora solo, já vendeu mais de 140 milhões de discos ao redor do mundo. Batizada de "Rainha Reinante do Rock and Roll" em 1981 pela revista Rolling Stone, é considerada um dos "100 Maiores Cantores de todos os Tempos" pela mesma revista. Introduzida no Rock and Roll Hall of Fame junto com seus companheiros do Fleetwood Mac em 1998, ela tem treze indicações ao Grammy, divididos entre a banda e como cantora solo.
Nicks juntou-se ao Fleetwood Mac em 1974, junto com seu companheiro Lindsey Buckingham. O segundo álbum da banda com a dupla, Rumours, lançado em 1977, foi aclamado pela crítica e tornou-se o álbum mais vendido de todos os tempos até o ano de seu lançamento e, ainda hoje, ocupa a oitava posição nesta lista, com mais de 40 milhões de cópias vendidas. Rumours manteve-se em nº1 nas paradas norte-americanas por 31 semanas não consecutivas, alcançou a mesma posição em vários países do mundo e conquistou o Prêmio Grammy de Álbum do Ano. Ele produziu quatro canções que fizeram parte do Top 10 da Billboard, com a canção Dreams, escrita e cantada por ela, atingindo o nº 1 na parada de singles.
Em 1981, ela começou uma carreira solo com o álbum Bella Donna, que alcançou o disco de platina três meses após lançado e hoje já acumula o certificado de 4 x platina. Nicks já gravou mais oito álbuns solo de estúdio até hoje, e seu mais recente trabalho chama-se 24 Karat Gold: Songs From The Vault, lançado em 2014. Superando o vício em cocaína e dependência de tranquilizantes, ela continua sendo uma das mais populares cantoras em seu país. É conhecida por sua voz característica, estilo visual místico e letras simbólicas, assim como por sua famosa (e tensa) química com seu ex-companheiro de vida e de banda, Lindsey Buckingham.
Fez participação especial em 2013 na série American Horror Story: Coven. Uma de suas canções solo, "Edge of Seventeen", figurou na trilha sonora do jogo eletrônico Grand Theft Auto IV, mais precisamente na rádio Liberty Rock Radio 97.8, e em Grand Theft Auto V, mais precisamente na rádio Los Santos Rock Radio com "I Can't Wait". Também teve a sua trilha sonora da música "Edge of Seventeen" no filme Escola de Rock em 2003.

## Discografia
Álbuns de estúdio solo
- Bella Donna (1981)
- The Wild Heart (1983)
- Rock a Little (1985)
- The Other Side of the Mirror (1989)
- Street Angel (1994)
- Trouble in Shangri-La (2001)
- In Your Dreams (2011)
- 24 Karat Gold: Songs From The Vault (2014)

Com o Fleetwood Mac
- Fleetwood Mac (1975)
- Rumours (1977)
- Tusk (1979)
- Mirage (1982)
- Tango in the Night (1987)
- Behind the Mask (1990)
- The Dance (1997)
- Say You Will (2003)
- Extended Play (2013)

Coletâneas
- Timespace – The Best of Stevie Nicks (1991)
- Enchanted (1998)
- Crystal Visions — The Very Best of Stevie Nicks (2007)

Álbuns ao vivo
- The Soundstage Sessions (2009)

## Filmografia

### Cinema
| Ano  | Título                       | Papel     | Notas        |
| ---- | ---------------------------- | --------- | ------------ |
| 2013 | Stevie Nicks: In Your Dreams | Ela mesma | Documentário |

### Televisão
| Ano  | Título                            | Papel     | Notas                   |
| ---- | --------------------------------- | --------- | ----------------------- |
| 2001 | The Chris Isaak Show              | Ela mesma | Episódio: "The Real Me" |
| 2012 | Up All Night                      | Ela mesma | Episódio: "Letting Go"  |
| 2014 | American Horror Story: Coven      | Ela mesma | 2 episódios             |
| 2018 | American Horror Story: Apocalypse | Ela mesma | Episódio: "Boy Wonder"  |